# Universidade Svay Rieng
A Universidade Svay Rieng é uma universidade pública do Camboja, sediada na província de Svay Rieng.
Foi estabelecida através do sub-decreto No. 73 ANKR / BK datado de 27 de maio de 2005 e inaugurado em 25 de janeiro de 2006.
A SRU tem aproximadamente 150 funcionários, quase 3.000 graduados e cerca de 3.000 matrículas atuais. A SRU oferece doze especializações, incluindo Contabilidade, Administração, Marketing, Finanças e Bancos, Matemática, Ciência da Computação, Agronomia, Desenvolvimento Rural, Ciência Animal e Veterinária, Literatura Inglesa, Tradução e Interpretação em Inglês e Administração Pública.